# Vernon Boulevard-Jackson Avenue
Vernon Boulevard-Jackson Avenue is een station van de metro van New York aan Flushing Line.
Het station bevindt zich op de hoek van Vernon Boulevard en Center Boulevard. Het is gelegen in de wijk Long Island City, Queens. Het is geopend op 22 juni 1915 en het eerstvolgende station in westelijke richting is 42nd Street-Grand Central. In oostelijke richting is dat Hunters Point Avenue. Het bestaat uit twee aparte perrons. Omdat de expressdienst hier ook stopt zijn er geen extra sporen nodig.
Het station bevindt zich ondergronds. Metrolijn 7 doet het station altijd aan. Ook de expressdienst doet hier tot 22:00 dienst.
Van west naar oost:
34th Street-Hudson Yards · 
Times Square-42nd Street · 
42nd Street / Fifth Avenue-Bryant Park · 
Grand Central-42nd Street · 
Vernon Boulevard-Jackson Avenue · 
Hunters Point Avenue · 
45th Road-Court House Square · 
Queensboro Plaza · 
33rd Street-Rawson Street · 
40th Street-Lowery Street · 
46th Street-Bliss Street · 
52nd Street-Lincoln Avenue · 
61st Street-Woodside · 
69th Street · 
Roosevelt Avenue / 74th Street · 
82nd Street-Jackson Heights · 
90th Street-Elmhurst Avenue · 
Junction Boulevard · 
103rd Street-Corona Plaza · 
111th Street · 
Mets-Willets Point · 
Flushing-Main Street